# Éruption péléenne

Schéma d'une éruption peléenne.

Une éruption péléenne est un type d'éruption volcanique se produisant sur des volcans gris et caractérisé par l'émission d'une lave relativement visqueuse formant difficilement des coulées de lave. La lave s'accumule alors au point de sortie en un dôme de lave ou plus rarement en une aiguille de lave qui peuvent exploser ou s'effondrer en formant alors une ou plusieurs nuées ardentes accompagnées d'un panache volcanique pouvant s'élever à des dizaines de kilomètres en altitude.
L'événement ayant servi à décrire ce type d'éruption explosive est celle de la montagne Pelée en 1902,.